# 中華民國搜救總隊

## 概述
西元1981年，亞洲成立了第一個國際非政府搜救組織中華民國搜救總隊，成員來自各領域專家、學者、教官組織而成。
中華民國搜救總隊主要執行地震、土石流、風災、水災、海難、空難、山難、溺水等災難之後的搜救任務。 其信念是：“跨越國界、跨越宗教、跨越種族、跨越政治、尊重生命，平等無分別的國際人道援救，將台灣人民的愛散播在全世界”。

## 土耳其救援任務
2023年2月6日發生2023年土耳其-敘利亞地震，中華民國搜救總隊立即召集國際搜救隊員歸隊整理裝備。
2月9日下午3點許抵達土耳其阿德亞曼省政府勤務指揮中心報到後，省政府勤務指揮中心隨即安排專車，將搜救人員載至Musalla Mah. 跟Yesilyurt 等地。
抵達災區後搜救總隊也立即協助使用（儀器探測）搜尋生還者，於晚上八點許於Musalla Mah.救出生還者（23歲男子）及多位罹難者，另一地則找出多位的罹難者，期間於多處偵測到生命跡象均交由當地軍方處理。
經過多日徹夜的搜救，中華民國搜救總隊於強震後第198小時（2月14日，震後第8天）與當地工兵及礦工順利救出1名受困於瓦礫中的18歲男性生還者，土耳其各界友人也紛向台灣駐土耳其代表處致意，感謝中華民國搜救總隊不辭辛勞馳援距離8026公里之土耳其，展現台灣國際非政府組織充沛的動員能量及愛心。
在九天的救援工作，除部分災民親至指揮所請求幫助，搜救總隊均配合省政府進行救援任務，在發現有受困者後，也立即交由當地工兵等單位處理。
2月17日結束9天災區的救援任務，回國前土耳其外交部也特地頒發感謝狀給全體隊員。

## 爭議事件

### 2016年2月，維冠金龍大樓倒塌事故
2016年2月，在維冠金龍大樓倒塌事故搜救第七天，中華搜救總隊大動作宣布撤離所有該隊救難人員，並向在場媒體與家屬報告此決定，各家媒體紛紛報導此事，並轉播家屬與中華搜救總隊中區副聯隊長劉永森的對話過程，途中家屬提出質疑其撤退原因是否是受到臺南市政府消防局的阻撓，但該質疑並未被在場的劉永森否認，當晚媒體亦紛紛以「怨像打零工」為標題發布新聞，前立法委員蔡正元亦在其臉書上指稱「中華搜救總隊認為救災工作受到台南市政府阻礙」，引發家屬對於臺南市政府消防局的不滿。對此，臺南市長賴清德在第一時間說明指出目前人力充足，該救難隊的的撤離對救災進度不會有影響，事後更發布市政新聞，說明兩個單位參與搶救的過程。
不過，中華搜救總隊的大動作撤離也同時引發市府及部分網友、搜救人員不滿，市政府除了強調消防局並沒有阻撓該隊參與救災之外，亦提到根據《災害防救法》「協助救災工作應受災害應變中心指揮官之指揮，不得單獨為之。」之規定，該總隊在現場不僅不接受消防局調度，甚至在中華搜救總隊秘書長要求接管第一面指揮權未果之後，即在任務未完成的情況自行退出現場。立法委員王定宇也在政論節目上指出導致家屬情緒失控的原因在於中華搜救總隊和家屬說「我們要走了」、「我們是主力」，「走了就沒有人救了」等話，前內政部消防署災害管理組組長林金宏亦提到，中華搜救總隊至今（2016/2/16）仍未依「災害防救法」第50條及「民防團隊災害防救團體及災害防救志願組織編組訓練協助救災事項實施辦法」第6條規定，向縣市政府登錄為災害防救團體或災害防救志願組織，依法不能加入救災行列。一時之間眾多網友對該總隊起底，並且提出許多質疑，迫使另一個救援組織「台灣國際緊急救難總隊」基於擔心受到牽連，也在2月17日發聲明切割，澄清與中華搜救總隊無關

## 外部連結
- 中華民國搜救總隊（页面存档备份，存于）
- 中華民國搜救總隊的Facebook專頁

==新聞報導==

一、救出強震埋198H 男 中華搜救總隊登外媒-台視新聞

https://www.youtube.com/watch?v=TXGDaovsnM4 （页面存档备份，存于）

二、奇蹟影片曝光！中華搜救總隊救出土耳其強震困198 小時男生還者-自由時報

https://news.ltn.com.tw/news/world/breakingnews/4211194 （页面存档备份，存于）

三、Taiwanese team pull out survivor from debris 198 hours after Turkey earthquake-民視英語新聞

https://www.youtube.com/watch?v=ASVXTBOM7Fc （页面存档备份，存于）

四、台灣隊再救1 人 男受困198 小時生還｜20230215 ET 午間新聞

https://www.youtube.com/watch?v=O8u1QuqZYRc （页面存档备份，存于）

五、再創奇蹟！土耳其男「受困198 小時」 中華搜救總隊成功救出-三立新聞

https://www.setn.com/News.aspx?NewsID=1252082 （页面存档备份，存于）

六、受困198 小時生還！中華搜救總隊再救出1 男 奇蹟影片曝光-中時新聞網

https://www.chinatimes.com/realtimenews/20230214004636-260402?chdtv （页面存档备份，存于）

七、中華搜救總隊再立功 救出困198 小時男子｜大愛新聞

https://www.youtube.com/watch?v=Ax8s1-QPv7w （页面存档备份，存于）

八、台灣救援隊再救1 人！土國男震後198 小時生還 吳鳳：感到驕傲 TVBS

https://news.tvbs.com.tw/world/2042505 （页面存档备份，存于）

九、中華搜救總隊土耳其救災歸國 旅客鼓掌歡迎-中央通訊社

https://www.cna.com.tw/news/aipl/202302180235.aspx （页面存档备份，存于）

十、影/中華民國搜救總隊結束救災平安抵台民眾熱情歡迎-聯合新聞網

https://udn.com/news/story/7320/6980257 （页面存档备份，存于）

1. ↑  .   [2016-02-19]. （原始内容存档于2019-06-12）.
2. ↑  .   [2016-02-19]. （原始内容存档于2017-03-05）.
3. ↑  .   [2016-02-19]. （原始内容存档于2019-06-12）.
4. ↑  .   [2016-02-19]. （原始内容存档于2017-03-05）.
5. ↑  .   [2016-02-19]. （原始内容存档于2017-07-02）.
6. ↑  .   [2016-02-19]. （原始内容存档于2017-03-05）.
7. ↑  .   [2016-02-19]. （原始内容存档于2019-06-29）.
8. ↑  . 全國法規資料庫.
9. ↑  .   [2016-02-19]. （原始内容存档于2017-03-05）.
10. ↑  .   [2016-02-19]. （原始内容存档于2019-06-29）.
11. ↑  .   [2016-02-19]. （原始内容存档于2017-03-05）.
12. ↑  .   [2016-02-19]. （原始内容存档于2019-06-17）.
13. ↑  .   [2016-02-19]. （原始内容存档于2019-06-29）.
14. ↑  .   [2016-02-19]. （原始内容存档于2019-06-29）.